# Codford St Mary
Codford St Mary är en ort i civil parish Codford, i distriktet Wiltshire, i grevskapet Wiltshire, i England. Codford St Mary var en civil parish fram till 1934 när blev den en del av Codford. Civil parish hade 253 invånare år 1931. Byn nämndes i Domedagsboken (Domesday Book) år 1086, och kallades då Coteford.